# York Golf & Tennis Club
De York Golf & Tennis Club is een countryclub in Maine in de Verenigde Staten.
In 1900 werd de York Country Club opgericht. Hij werd vernoemd naar de York, de rivier die langs de golfbaan loopt. In 1942 werd de club uitgebreid en de naam veranderd in de York Golf & Tennis Club.
De golfbaan werd in 1902 geopend. Hij werd aangelegd door Donald Ross, een Schotse golfbaanarchitect, die in 1899 naar de Verenigde Staten emigreerde. York is de 9de golfclub in de Verenigde Staten, en de eerste die geen zand maar gras op de greens had. De 18 holesbaan is vernoemd naar William Wilson, de opvolger van Alec die er 60 jaar heeft lesgegeven.
Naast een golfbaan heeft de club acht tennisbanen, zes Har-Tru kleibanen en twee hardcourts.